# Mertert
Mertert é uma comuna do Luxemburgo, pertence ao distrito de Grevenmacher e ao cantão de Grevenmacher.

## Demografia
Dados do censo de 15 de fevereiro de 2001:
- população total: 3.287
  - homens: 1.563
  - mulheres: 1.724

- densidade: 215,54 hab./km²

- distribuição por nacionalidade:

| Nacionalidade  | População | %      |
| -------------- | --------- | ------ |
| luxemburgueses | 2.350     | 71,49% |
| estrangeiros   | 937       | 28,51% |
| - portugueses  | 399       | 12,14% |
| - franceses    | 69        | 2,10%  |
| - italianos    | 51        | 1,55%  |
| - belgas       | 25        | 0,76%  |
| - alemães      | 232       | 7,06%  |
| - iuguslavos   | 58        | 1,76%  |
| - outros       | 103       | 3,13%  |

- Crescimento populacional:

| Ano        | População |
| ---------- | --------- |
| 15/02/2001 | 3.287     |
| 01/01/2002 | 3.324     |
| 01/01/2003 | 3.328     |
| 01/01/2004 | 3.354     |
| 01/01/2005 | 3.365     |